# Buddhabrot

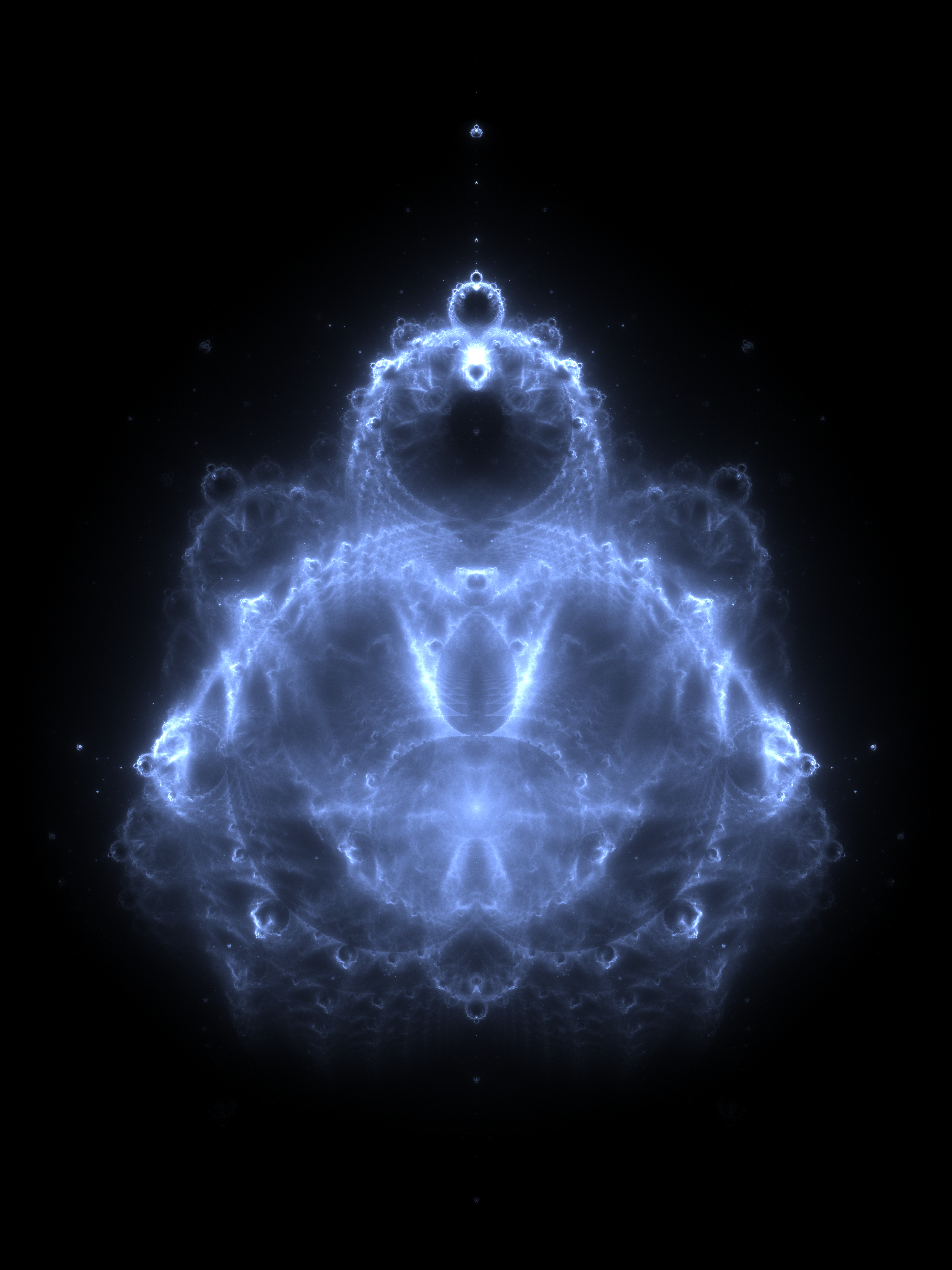
Buddhabrot odtworzony 20 000 razy.

Buddhabrot – fraktal odnoszący się do zbioru Mandelbrota. Jego nazwa odnosi się do podobieństwa do klasycznych obrazów Gautama Buddy, siedzącego w pozie medytacyjnej ze znakiem na czole (tilaka) i owalem nad głową (usznisza).

## Odkrycie
Technika renderowania Buddhabrot została odkryta i później opisana w 1993 roku za pośrednictwem Usenetu w poście do sci.fractals przez Melindę Green.
Wcześniej naukowcy byli bardzo blisko znalezienia precyzyjnej techniki rendowania Buddhabrot. W 1988 roku Linas Vepstas przekazała podobne obrazy Cliffowi Pickoverowi, by włączył je do swojej wychodzącej książki "Computers, Pattern, Chaos, and Beauty". To bezpośrednio doprowadziło do odkrycia fraktalu biomorficznego. Badacze nie byli w stanie odfiltrować nierozbieżnych trajektorii potrzebnych do stworzenia ezoterycznej poświaty nawiązującej do tradycyjnej sztuki hinduskiej. Green najpierw nazwał to Ganesh, gdy hinduscy współpracownicy "natychmiast rozpoznali go jako boga Ganeśa, tego z głową słonia". Nazwę Buddhabrot nadała mu później Lori Gardi.